# Малишева Людмила Леонідівна
Ма́лишева Людми́ла Леоні́дівна (10 листопада 1954 — 29 серпня 2000) — український фізико-географ, геоеколог, доктор географічних наук, професор Київського національного університету імені Тараса Шевченка.

## Біографія
Народилась 10 листопада 1954 року в місті Києві. Закінчила 1977 року географічний факультет Київського університету. У Київському університеті працює з 1981 року молодшим науковим співробітником науково-дослідного сектору. Кандидатська дисертація «Ландшафтное обоснование выбора районов размещения АЭС (на примере Украинской ССР)» захищена у 1988 році. З 1992 року асистент кафедри фізичної географії, з 1995 року доцент, з 1999 професор, з 2000 завідувач кафедри географії України. Докторська дисертація «Теорія та методика ландшафтно-геохімічного аналізу й оцінки екологічного стану територій» захищена у 1998 році. Фахівець у галузі геохімії ландшафтів та ландшафтно-геохімічної екології. Була членом міжнародної асоціації ландшафтних екологів, членом Вченої ради Українського географічного товариства, співвиконавцем міжнародних наукових проектів екологічної спрямованості, директором Центру екологічного моніторингу України.

## Наукові праці
Автор та співавтор понад 70 наукових праць, 2 винаходів, присвячених оцінці впливу атомних електростанцій (Чорнобильської, Запорізької, Південноукраїнської, Хмельницької, Рівненської, Смоленської) на довкілля, теоретико-методичним аспектам аналізу та оцінки екологічного стану рекреаційних, міський та інш. територій, промислових зон; співавтор ландшафтно-геохімічної карти у Національному атласі України. Основні праці:
1. Ландшафтно-геохімічна оцінка екологічного стану територій. — К., 1998.
2. Методи геоекологічних досліджень. — К., 1999 (у співавторстві).
3. Геохімія ландшафтів. — К., 2000.